# Purara
Purara je nenaseljeni otok u južnom dijelu Kornatskog otočja, u njegovom vanjskom dijelu.
Površina otoka je 0,027 km2, duljina obalne crte 0,85 km, a visina 50 metara.
Otok Purara središte je zone posebne zaštite zbog očuvanja prirode od bilo kakvog utjecaja.

## Vanjske poveznice
|  | Zajednički poslužitelj ima još gradiva o temi Purara |